# 모나 심슨
모나 J. 심슨(영어: Mona J. Simpson) 미국의 애니메이션 심슨 가족의 등장 인물이며, 호머 심슨의 어머니이자 바트, 리사, 매기의 할머니이다. 글렌 클로스, 마지 로스웰, 트레스 맥닐 등 여러 성우를 거쳤으며, 특히 글렌 클로스의 연기가 뛰어나다는 평을 받아 글렌 클로스가 연기한 모나는 IGN에서 선정한 25명의 게스트 스타 중 한 명으로 선정되기도 했다.

## 개요
모나는 시즌 2에서 처음 등장하며, 호머는 모나가 죽은 것으로 여겨왔으나 시즌 7에서 아버지 에이브가 법을 어기고 도망친 자신의 아내에 대한 것을 숨기고자 한 거짓말이라는 것을 알게 되었다. 이후 호머는 어머니인 모나와 잠시 재회했으나 모나는 다시 법을 피해 도주했다. 이후 시즌 19에서 다시 등장하나 에피소드 도중 사망하게 되며, 시즌 23에서 잠시 카메오로 다시 등장했다.
캐릭터의 이름은 미국의 소설가인 모나 심프슨에서 따왔으며, 모티브는 웨더맨의 리더인 버나딘 돈에서 가져왔다.

## 같이 보기
- 심슨 가족
- 호머 심슨
- 에이브러햄 심슨